# Euheptaulacus sus
Euheptaulacus sus är en skalbaggsart som beskrevs av Herbst 1783. Euheptaulacus sus ingår i släktet Euheptaulacus och familjen Aphodiidae. Inga underarter finns listade i Catalogue of Life.

## Bildgalleri

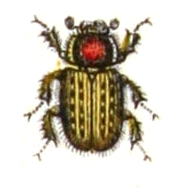